# Mutum-pinima
O mutum-pinima (nome científico: Crax fasciolata pinima) é uma raríssima subespécie de mutum-de-penacho (Crax fasciolata), uma espécie de ave galiforme da família dos cracídeos (Cracidae), endêmica do Brasil. Foi descrito por August von Pelzeln em 1870.

## Etimologia
O nome do gênero Crax não tem etimologia clara. Vários ornitólogos defendem que foi estabelecido com base no grego krázō (κράζω), que significa "grito agudo, grasnido", ou no latim moderno crax, que significa "grito agudo, berro, guincho", e pode fazer alução à vocalização que caracteriza as aves desse gênero. J. A. Jobling, por outro lado, deu três possíveis origens. A primeira, como equivalente latino do Gallus curassavicus (galo do Curaçau) no naturalista Ulisse Aldrovandi (1599). A segunda, como derivado do grego kéras (Κέρας), que significa "protuberâncias, chifres", e estaria relacionado às partes carnudas na base do bico de algumas aves do gênero. A terceira, que derivou do grego kras (κρας), que significa "cabeça", em referência às cristas nas aves do gênero.
O epíteto específico fasciolata / fasciolatus deriva do latim medieval fasciolatus, "enfaixado" (de fasciola, "pequena faixa"). O nome específico da subespécie pinima, que também compõe o nome popular desta, deriva do tupi pi'nima no sentido de "malhado, manchado, listrado, rajado" e foi historicamente registrado como penima e penyma em 1752 e pinímas em 1833. A outra parte do nome popular, "mutum", derivou do tupi mï'tũ, em sentido definido, e foi registrado em ca. 1584 como mutũ, em 1587 como motum, em ca. 1594 como motu, em 1618 como mutus e em ca. 1631 como mutum.

## Taxonomia e sistemática
O holótipo do mutum-pinima, uma fêmea adulta coletada por Johann Natterer (1787–1843) em 24 de fevereiro de 1835, está guardado no Museu de História Natural de Viena (NMW 37.949). É atualmente entendido como uma das três subespécies do mutum-de-penacho (Crax fasciolata), mas originalmente foi considerado uma espécie própria, coespecífica com o mutum-de-penacho. Del Hoyo & Collar (2014) mantiveram a distinção com base no tamanho e plumagem de uma fêmea preservada no Museu Americano de História Natural de Nova Iorque (AMNH 6482) e chamaram-na de "mutum-de-belém".

## Descrição
O mutum-pinima tem ca. 65 centímetros e apresenta dimorfismo sexual. O macho é predominantemente preto, incluindo a crista enrolada de penas alongadas, com cloaca branca. Apresenta pele nua preta ao redor dos olhos e cera amarela na base do bico. Distingue-se do macho da subespécie C. f. fasciolata por seu tamanho menor. A fêmea tem partes superiores escuras com barras claras muito estreitas, crista enrolada de penas pretas e brancas alongadas, e é bege-claro a esbranquiçada abaixo, da parte inferior do peito até a cloaca. Em comparação com a fêmea de C. f. fasciolata, é muito menor, é mais escura com barras brancas ou bege-claras mais estreitas e muito reduzidas acima (sobretudo na cauda), bege-claro abaixo, e tem ceroma amarelo, ao contrário da fêmea de C. f. fasciolata, na maxila e mandíbula, além do par central de retrizes negras.

## Distribuição e habitat
O mutum-pinima é endêmico da Amazônia Ocidental, no Brasil, onde está restrito ao Centro de Endemismo Belém, no leste do Pará e oeste do Maranhão. Dada sua raridade, a subespécie era sobremaneira conhecida pelos poucos exemplares em museus e estava desaparecida desde 1978. Em 2017, foram feitos registros na Reserva Biológica do Gurupi (Rebio Gurupi), na Terra Indígena Alto Turiaçu (TI Alto Turiaçu), no Alto Alegre do Pindaré, no estado do Maranhão, e na Terra Indígena Mãe Maria (TI Mãe Maria), no Pará. Habita florestas de terra firme primárias e florestas ombrófilas densas. Houve ao menos um registro de indivíduos às margens de um igarapé. Os ovos do mutum-pinima são elípticos e brancos e medem 80.9 × 53.8 milímetros.

## Vocalização
A voz do mutum-pinima aparentemente não foi descrita formalmente, mas sua vocalização primária foi recentemente gravada. É incerto se há diferenças entre sua vocalização e a vocalização de C. f. fasciolata. O canto de C. f. fasciolata é uma série de estrondos profundos, emitidos por hm-hm-hm hm-hm hm, ocasionalmente emitidos do solo. É semelhante à equivalente ao do mutum-cavalo (Mitu tuberosum), mas é enunciada com menos clareza, mais abafada e contém algumas notas com inflexão ascendente. Sick (1993) descreveu uma vocalização, emitida em estado de irritação, como um assobio agudo, PSEEEEew, com um timbre semelhante ao da maria-viuvinha (Colonia colonus). O chamado de alarme é um latido koa, wayoo-oo-OO. Quando perturbado à noite, no poleiro, emite um waayoo seguido de um sussurro alto, enquanto outro chamado é um assobio prolongado em tom médio, SFEEeouuw. Às vezes se torna um kseuw mais breve, enfático e agudo, que pode ser repetido regularmente e flexionado para baixo.

## Conservação
A população do mutum-pinima regrediu em mais de 80% em três gerações (35 anos) devido à perda de habitat e à caça. Presume-se que a população atual não exceda 50 indivíduos maduros com base nas observações de campo. É intolerante a alterações de habitat e restrito a florestas primárias. Suas áreas de ocorrência são as mais degradadas de toda a Amazônia, com 75% de destruição. Por sua vez, além de ser caçado para fins de alimentação, é costume entre os indígenas caapores utilizar as penas do penacho da cabeça da fêmea à confecção de adereços utilizados em suas cerimônias. Em 2007, o mutum-pinima foi classificado como em perigo (EN) na Lista de espécies de flora e fauna ameaçadas de extinção do Estado do Pará e em 2018 como em perigo crítico (CR) no Livro Vermelho da Fauna Brasileira Ameaçada de Extinção do Instituto Chico Mendes de Conservação da Biodiversidade (ICMBio). No momento, é uma das aves mais ameaçadas de extinção no planeta e possivelmente o primeiro membro da família dos cracídeos a ser extinta.